# Zschepen
Zschepen  ist ein Ortsteil der Großen Kreisstadt Delitzsch im Landkreis Nordsachsen des Freistaates Sachsen. Der Ort wurde am 1. Juli 1950 nach Selben und mit diesem am 1. Januar 1994 nach Döbernitz eingemeindet. Seit dem 1. März 2004 ist er ein Ortsteil von Delitzsch.

## Geographische Lage
Zschepen liegt südöstlich von Delitzsch und östlich des Lobers.

## Geschichte
Zschepen gehörte bis 1815 zum kursächsischen Amt Delitzsch. Durch die Beschlüsse des Wiener Kongresses kam der Ort zu Preußen und wurde 1816 dem Kreis Delitzsch im Regierungsbezirk Merseburg der Provinz Sachsen zugeteilt, zu dem er bis 1952 gehörte. Am 20. Juli 1950 erfolgte die Eingemeindung nach Selben. Im Zuge der Kreisreform in der DDR 1952 wurde Selben mit Zschepen dem neu zugeschnittenen Kreis Delitzsch im Bezirk Leipzig zugeteilt, welcher 1994 im Landkreis Delitzsch aufging.
Am 1. Januar 1994 erfolgte der Zusammenschluss von Brodau, Döbernitz, Beerendorf und Selben zur Gemeinde Döbernitz. Durch die Eingemeindung von Döbernitz in die Stadt Delitzsch sind Selben und Zschepen seit dem 1. März 2004 Ortsteile der Stadt Delitzsch.

## Verkehr
Westlich Orts verläuft die Bahnstrecke Bitterfeld–Leipzig. Der nächstgelegene Bahnhof befindet sich in Delitzsch.

## Kultur und Religion
Die Kirche von Zschepen besitzt einen Fachwerkturm aus dem 17. Jahrhundert. Örtliche Vereine sind der SV Grün-Weiß Selben und der Carneval-Club Selben/Zschepen.

## Söhne und Töchter des Ortes
- Wolfgang Geisler (1930–2021), Architekt und Hochschullehrer